# Дорошевский, Николай Федотович
Никола́й Федо́тович Дороше́вский (1855—1919) — русский военный и государственный деятель; генерал от инфантерии.

## Биография
Родился : 31 января 1855 года[по какому календарю?]. Получил образование в Черниговской гимназии. В службу вступил в 1871 году. В 1873 году произведён в прапорщики. В 1876 году после окончания 2-го военного Константиновского училища был произведён в  подпоручики и прикомандирован к Измайловскому лейб-гвардии полку.
В [1877 году произведён в  поручик. Участник Русско-турецкой войны. В 1878 году  «за храбрость» был награждён Орденом Святой Анны 4-й степени с надписью «За храбрость».
В 1881 году произведён в  штабс-капитаны. В 1882 году после окончания Александровской военно-юридической академии по 1-му разряду произведён в капитаны военно-судебного ведомства и  назначен помощником военного прокурора. В 1885 году произведён в подполковники, в 1889 — в полковники. С 1890 года был помощником военного судьи.
С 1898 года назначен военным прокурором Военно-окружного суда Виленского военного округа. В 1899 году произведён в генерал-майоры. С 1905 года назначен председателем Военно-окружного суда Варшавского военного округа. В 1906 году произведён в генерал-лейтенанты. С 1909 года был постоянным членом Главного военного суда Российской империи. В 1915 году произведён в генералы от инфантерии.

## Награды
Был награждён орденами:
- Орден Святой Анны 4-й степени  (1878)
- Орден Святого Станислава 1-й степени (1905)
- Орден Святой Анны 1-й степени  (1908)
- Орден Святого Владимира 2-й степени  (1911)
- Орден Белого орла (1913)
- Орден Святого Александра Невского (ВП 06.12.1916)